# Rossia megaptera
Rossia megaptera is een inktvis die voorkomt in het noordwestelijke deel van de Atlantische Oceaan, in het bijzonder Straat Davis, in New York aan de Hudson Canyon en West-Groenland.
Hij leeft op een diepten van 179 tot 1.536 m. De soort kan een mantellengte van 41 mm bereiken.
Het soorttype is verzameld in de noordwestelijke deel van de Atlantische Oceaan en bevindt zich in het Peabody Museum of Natural History in New Haven, Connecticut.